# Amelia Okoli
Amelia Okoli (Akokwa, 14 mei 1941 - 1 november 2017) was een atleet uit Nigeria. Ze was gespecialiseerd in het onderdeel hoogspringen, haar persoonlijk record was 1.675 meter, dat ze in 1963 sprong.
In 1958 nam Okoli deel aan de Gemenebestspelen op het onderdeel hoogspringen.
Op de Olympische Zomerspelen van 1964 in Tokio kwam Okoli voor Nigeria uit op het onderdeel hoogspringen.
- World Athletics: 14552975